# Håve Station
Håve Station (Håve holdeplass) er en tidligere jernbanestation på Tinnosbanen, der ligger i Notodden kommune i Norge. Stationen åbnede som trinbræt 20. december 1951, men betjeningen ophørte i 1991, hvor trafikken på banen indstillet. Stationen bestod da af et spor og en perron med et læskur. Banen eksisterer imidlertid stadig, og Håve fremgår ligeledes stadig af Bane Nors stationsoversigt.